# Constanze Fischbach
Constanze Fischbach (* 1985 in Remscheid) ist eine deutsche Schauspielerin, Musicaldarstellerin und Mezzosopranistin.
Fischbach studierte an der Folkwang Hochschule Essen Gesang im Stimmfach Mezzosopran, das sie 2010 abschloss. 2008 erhielt sie, noch während ihres Studiums, ein Festengagement am Theater Hagen. In der Spielzeit 2009/10 stellte sie die immer wiederkehrende Bäckersfrau in dem Musical Into the Woods dar. Fischbach erhielt gute Kritiken für ihre stimmliche Leistung; sie „brillierte“ in ihrer Rolle. Jedoch wurde auch angemerkt, dass sie als Besetzung für die Rolle schlicht zu jung war. Es folgten weitere Haupt- und Nebenrollen am Theater Hagen. Eine bedeutende Rolle war die der bösen Königin Richilde, die ihre Stieftochter um ihre Schönheit beneidet und deshalb töten will, in der Spielzeit 2010/11 in dem musikalischen Weihnachtsmärchen Schneewittchen.
2010 gastierte sie bei den Burgfestspielen Bad Vilbel; sie trat als Sängerin in der Revue Je schöner der Schlager – Eine Musikrevue der 70er Jahre auf. Außerdem übernahm sie zwei kleinere Rollen (Blumenmädchen/Zofe) in der Produktion des Musicals My Fair Lady.